# Thripadectes scrutator
Thripadectes scrutator là một loài chim trong họ Furnariidae.